# 利耶爾瓦爾代市鎮
利耶爾瓦爾代市鎮，曾是拉脫維亞的一個市鎮，設立於2004年。位於該國中部，人口11,466人，面積225.7平方公里，人口密度約51人/km2。
2021年7月1日，利耶爾瓦爾代市镇与其它市镇一起并入奧格雷市鎮。

## 外部連結
- 奧格雷市鎮官方網站 （页面存档备份，存于）（拉脱维亚文） （英文）